# Temple gallo-romain de Tours
Pour un article plus général, voir Fanum.
Vous lisez un « article de qualité » labellisé en 2015.
Le temple gallo-romain de Tours est un ancien édifice cultuel de type fanum, daté de la fin du Ier siècle de notre ère et qui se situait dans le centre-ville de la cité antique de Caesarodunum, correspondant également au cœur de la ville contemporaine de Tours, dans le département d'Indre-et-Loire.
Il succède selon toute probabilité, au même emplacement, à un premier sanctuaire construit dans la première moitié du Ier siècle. Il appartient au groupe assez restreint des temples urbains d'inspiration celtique à sanctuaire circulaire, comme la tour de Vésone à Périgueux. Sa cella mesure probablement plus d'une trentaine de mètres de diamètre extérieur pour au moins vingt de haut ; elle est précédée à l'est d'un pronaos de style romain classique surmonté d'un fronton triangulaire, l'ensemble étant inscrit dans un péribole d'environ 0,7 hectare. L'édifice apparaît ainsi comme le résultat de la rencontre de deux cultures religieuses mais aussi architecturales, même si les raisons qui ont conduit au choix d'un édifice au plan si particulier sont inconnues. De nombreux éléments de son architecture, de son décor et de son environnement restent à découvrir. Enfin, historiens et archéologues ne savent rien des dates d'abandon et de destruction du temple, tout comme de la ou des divinités auxquelles il était consacré. Pourtant, dès le Haut Moyen Âge, une nécropole occupe le site de cet ancien monument et une enceinte urbaine du XVe siècle réutilise certaines de ses structures.
Son existence est révélée par des textes médiévaux, mais pas son emplacement. Fortuitement mis au jour à la faveur des travaux de déblaiement des ruines de Tours après la Seconde Guerre mondiale et rapidement examinés, ses vestiges, alors encore imposants, sont en grande partie détruits face à l'urgence de la reconstruction. Le temple fait l'objet de deux campagnes de fouilles préventives ou de sauvetage, dans les années 1990 et au tournant du troisième millénaire ; ses abords immédiats sont partiellement étudiés en 2000 et en 2011. Il ne reste plus de ce grand temple que de très rares vestiges connus, tous souterrains, inscrits dans l'Inventaire général du patrimoine culturel, mais tout porte à croire que d'autres parties existent encore, scellées dans les fondations des immeubles reconstruits après la guerre.

## Le temple au cœur de la ville antique

### Caesarodunum sous le Haut-Empire
Probablement fondée sous le règne d'Auguste ou de Tibère entre 10 av. J.-C. et 20 ou 30 ap. J.-C., la ville de Caesarodunum est installée dans la vallée entre la Loire et le Cher, à l'emplacement qu'occupe aujourd'hui Tours. La superficie de la ville antique est estimée à 80 ha au moins, mais l'urbanisation est plus dense en bord de Loire. Caesarodunum dispose de monuments et d'équipements publics : sont attestés un amphithéâtre, deux établissements thermaux, deux aqueducs, un pont et le temple ; d'autres édifices restent certainement à découvrir. La ville connaîtra son apogée sous le Haut-Empire au IIe siècle.

### Localisation et orientation

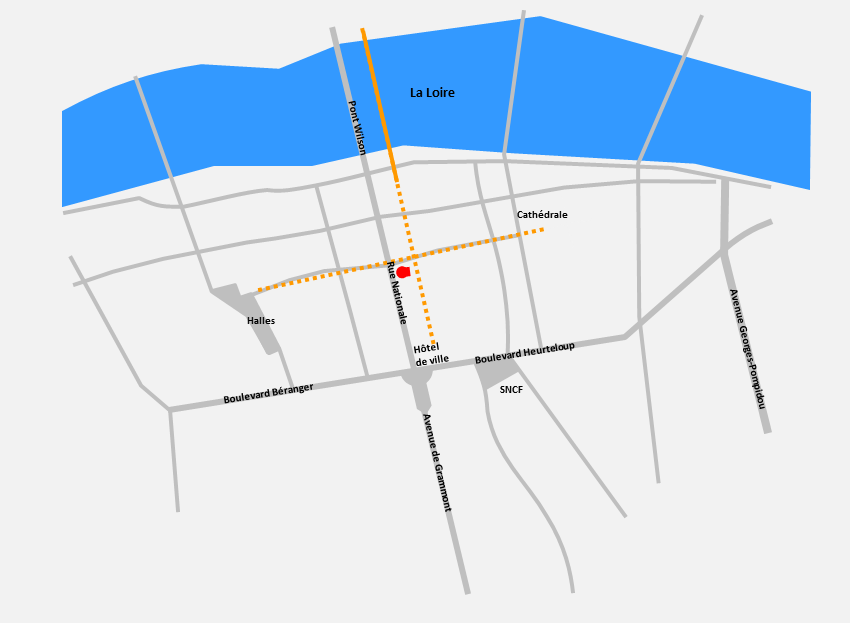
La voirie et le temple de Caesarodunum dans la ville actuelle,.
traits gris : éléments de voirie moderne
orange : les voies antiques principales
rouge : le temple

Le temple de Tours est situé dans l'hypercentre de la ville du XXIe siècle, à l'intérieur de l'îlot circonscrit par les rues Nationale à l'ouest et de Lucé à l'est d'une part, de la Scellerie au nord et Émile-Zola au sud d'autre part. Il se trouve enfoui sous la salle de spectacle du Nouvel Olympia et le Centre d'art dramatique régional.
Selon les hypothèses qui prévalent en 2014 au sujet de la voirie de la ville du Haut-Empire, le decumanus maximus est assimilé aux rues de la Scellerie et des Halles et le cardo maximus est sensiblement recouvert par la rue de Lucé, dans le prolongement d'un pont de bois sur la Loire et desservant, plus au sud, des thermes publics ; ces deux axes structurants de la cité antique se croiseraient alors au nord-est du temple. Le cœur de la ville ainsi défini cristalliserait autour de lui certains des équipements publics de Caesarodunum, dont le forum, élément incontournable des villes romaines, même si cette règle générale souffre d'exceptions. Le forum n'a pas été identifié à Tours mais il paraît cohérent de proposer sa localisation dans l'un des trois quadrants restants de ce carrefour stratégique. De plus, une source, peut-être sacrée, a été découverte à proximité immédiate, puis comblée à grand-peine en 1952 ; cette source pourrait être liée au forum, peut-être même au temple.
Le temple est presque rigoureusement ouvert vers l'est, et parfaitement aligné avec d'autres monuments de la ville antique. Il s'agit d'une disposition très habituelle pour ce type de monument,, en respect des conventions cultuelles. La façade de son pronaos forme un angle de quelques degrés avec le cardo maximus, très légèrement orienté vers le sud-est et le nord-ouest en raison des contraintes topographiques (respect de l'orthogonalité par rapport aux decumani et au trait de rive antique de la Loire).

## Architecture et datation

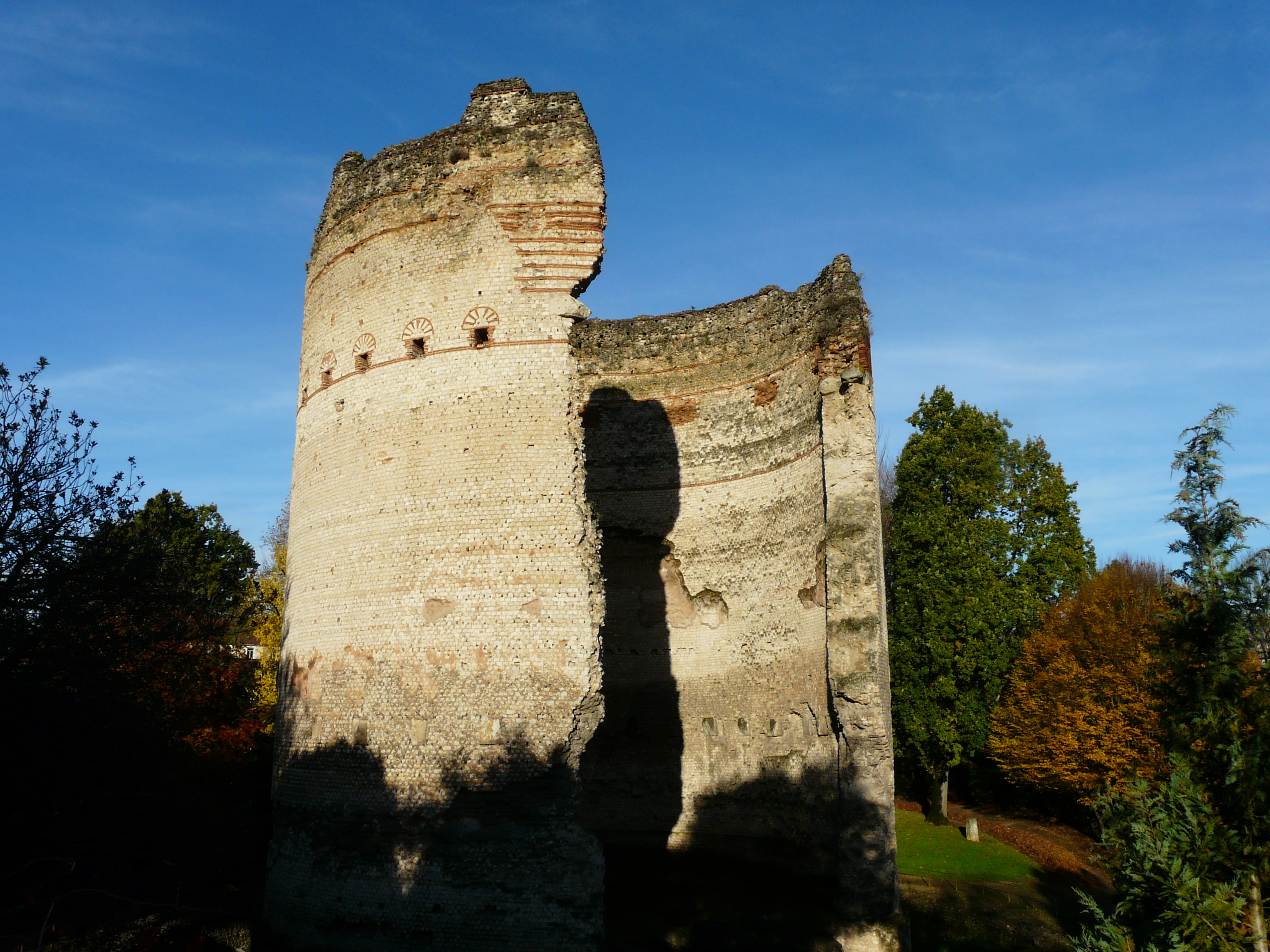
La tour de Vésone, à Périgueux.

Une proposition de restitution du temple, sous forme d'une animation 3D mise en ligne sur le site de l'Institut national de recherches archéologiques préventives (INRAP), montre un édifice de type fanum, combinant des influences celtique (cella circulaire) et romaine classique (pronaos à colonnes surmonté d'un fronton triangulaire) dans une forme de rencontre entre deux cultures religieuses et deux styles architecturaux. Pierre Audin évoque ainsi « une heureuse alliance entre la romanisation et la fidélité aux traditions indigènes. » À ce titre, le temple de Tours fait partie du groupe des grands temples à cella circulaire qui comprend entre autres les temples de Barzan, Cahors, Périgueux ou Vendeuvre-du-Poitou.
Le temple de Tours est de très grande taille. La seule dimension attestée et permettant d'établir une comparaison est le diamètre extérieur de la cella : il est de 34,80 m pour le temple de Tours et de 19,60 m pour la tour de Vésone de Périgueux, édifice de structure comparable, sinon similaire.

### Un premier édifice précédant le temple
Sous le niveau des fondations du temple, antérieure à celles-ci et directement creusée dans le sol naturel alluvionnaire, une tranchée de récupération à l'emplacement d'un mur a été découverte. Elle était comblée avec des débris dont des fragments d'un enduit rouge qui recouvrait ce mur ; la persistance de cet enduit sur le mur suggère qu'il devait être protégé des intempéries, peut-être par une toiture. Des empreintes de pieux et peut-être un puits dont la margelle a été démontée ont également été identifiés. Le fait que la tranchée soit creusée dans le sol naturel semble indiquer que le mur a été, chronologiquement, le premier édifice implanté dans ce secteur. La datation possible est celle d'une construction sous Tibère, puis le site est occupé jusqu'au troisième quart du Ier siècle. Le caractère très parcellaire de ces vestiges en rend l'interprétation malaisée, mais l'hypothèse est posée d'un premier ensemble cultuel tibéro-claudien (construit entre 14 et 54 ap. J.C.) ayant directement précédé le grand temple, traduisant une continuité dans l'affectation du site. Cet ensemble serait composé, entre autres, d'une cour partiellement abritée par un toit et peut-être d'un puits cultuel.

### Les composantes architecturales du temple

#### Fondations

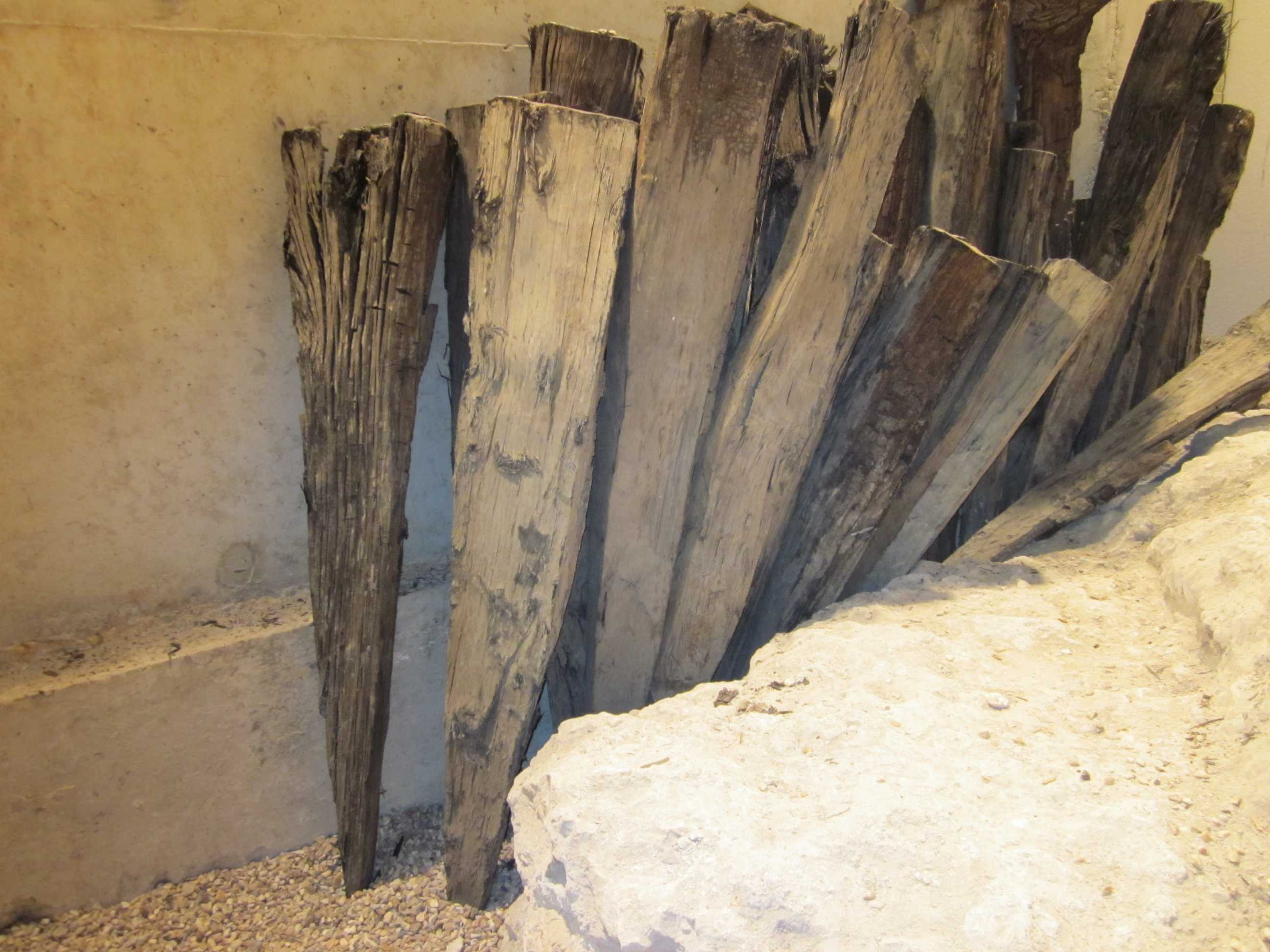
Pieux en bois des fondations du temple.

Coupe schématique des fondations du temple.

Les fondations sont établies sur une forêt de pieux en chêne,, d'une densité moyenne de 15 pieux/m2, placés dans une tranchée ; les interstices entre les pieux sont remplis d'argile liquide pour les maintenir en place et éviter la formation de poches d'air nuisibles à leur conservation. Ces pieux ont une section carrée d'environ 30 cm pour une longueur de 1,50 à 2 mètres et leur pointe est taillée en pyramide très allongée à quatre faces ; certains d'entre eux, provenant d'un même tronc de trop gros diamètre, ont été refendus à la hache puis égalisés à la scie avant utilisation. Leur état de conservation est tel que des fragments de mousse et de lichen adhèrent encore parfois à l'écorce. Neuf cents de ces pieux ont été extraits lors des fouilles de 1994 ; leur nombre, pour la totalité des fondations du temple, est estimé à 9 400. Une couche d'étanchéité d'un mortier comportant des fragments de tuiles coiffe l'extrémité des pieux. Un massif de maçonnerie, épais d'environ 1,80 m, recouvre cet ensemble ; beaucoup plus large que l'élévation des murs, comme c'est généralement le cas, il lui sert d'assise mais son tracé semble être plus irrégulier et ne pas suivre scrupuleusement la forme assignée au monument,.
L'ensemble du temple semble assis sur ce type de fondation, conçu pour supporter de fortes charges, à l'exception de l'escalier d'accès au pronaos dont le massif de maçonnerie de fondation repose directement sur le sol.

#### Pronaos

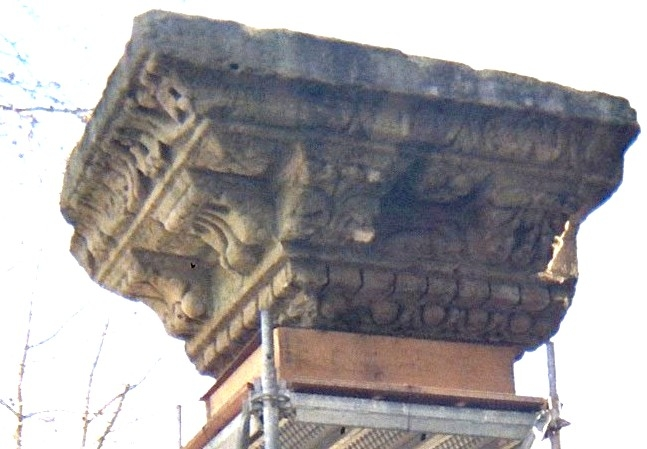
Fragment de corniche attribué au pronaos du temple. Coll. SAT.

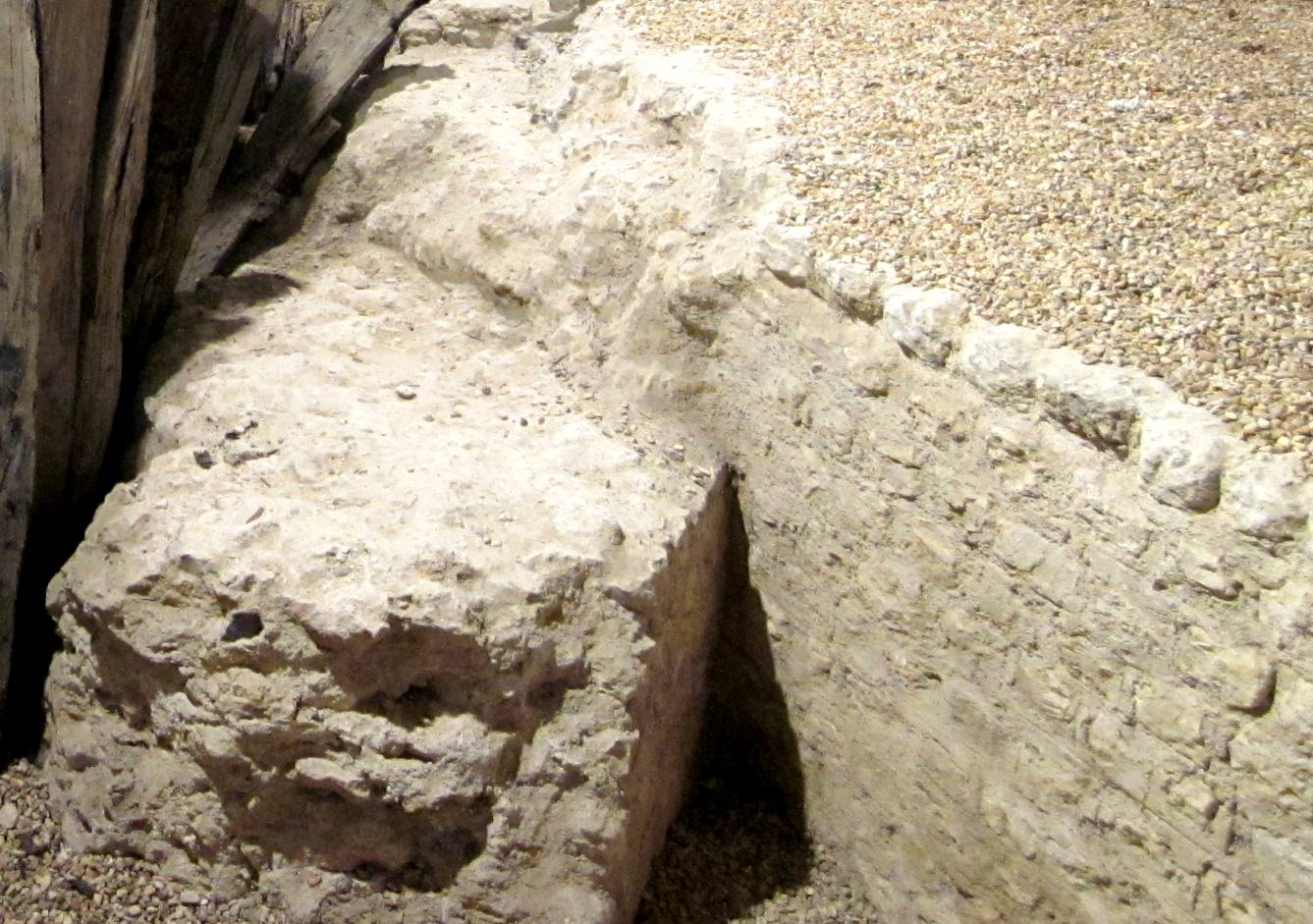
Amorce du mur sud du pronaos, au contact de la cella.

La cella du temple s'ouvre à l'est sur un pronaos (encore appelé propylée), selon un schéma assez classique pour ce type de grand monument. Dans ses premiers relevés, Raoul Lehoux nomme cette partie de l'édifice « opisthodome », car il pense que le temple est ouvert à l'ouest et qu'il a identifié sa partie arrière. Le pronaos de l'édifice mesure 27,50 m de large pour une profondeur allant de 7,50 m en son centre, au droit de la porte supposée de la cella, à 10,40 m au niveau des parois latérales du pronaos. Le pronaos forme un podium surélevé de 2,20 m construit sur un massif de maçonnerie, accessible par un escalier droit de 11 marches et probablement fermé par des murs latéraux ; le sommet de ce podium constitue le niveau de circulation du pronaos et de la cella. Des fragments de tambours de colonne et de chapiteaux de style corinthien retrouvés à proximité, ainsi qu'en remploi dans les fondations de l'enceinte gallo-romaine de Tours sont attribués à cette partie du temple. Le pronaos est, selon toute probabilité, coiffé par un fronton triangulaire reposant sur une série de colonnes qui animent sa façade ; l'état de conservation des vestiges de colonnes — une trentaine environ — ne permet cependant pas d'évaluer avec précision leurs dimensions et par conséquent, de déterminer leur nombre (6 ou 8),. La hauteur totale du pronaos, au sommet du fronton, est évaluée à 18,60 m au-dessus du niveau du sol, soit 16,40 m au-dessus du podium, sa couverture étant constituée de tuiles recouvrant une charpente et des lattes de bois.

#### Cella

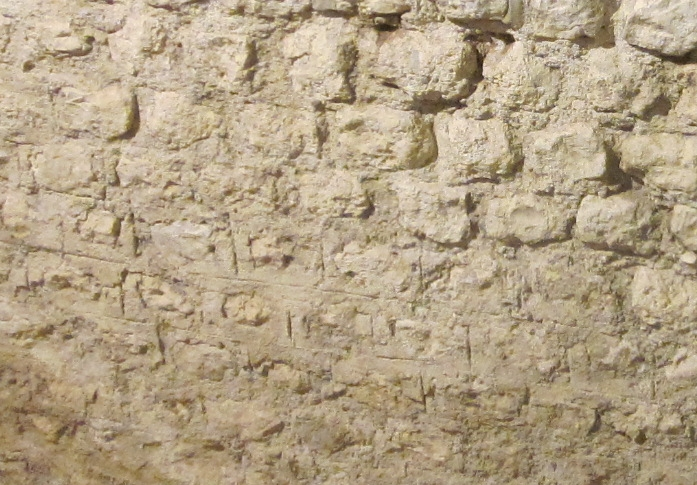
Détail de la maçonnerie de la cella.

L'arasement des murs — lors de la découverte du temple en 1951, ils sont reconnus sur une hauteur de 3 m — rend très hasardeuses toutes les hypothèses qui pourraient être faites sur la hauteur de la cella, la présence ou non de fenêtres et le mode de sa couverture ; il est toutefois probable que cette cella était au moins aussi haute que le pronaos auquel elle servait d'appui, ce qui lui conférerait une hauteur d'au moins 20 m au-dessus du niveau du sol. Le diamètre intérieur de ce sanctuaire circulaire est évalué à 29,50 m, et l'épaisseur du mur atteint 2,65 m. La structure du mur est classique, avec deux parements de petits moellons calcaires sans assise de brique (opus vittatum) enfermant un blocage composé de pierres de forme irrégulière noyées dans du mortier et les joints entre les moellons sont soulignés au fer ; les cellae en maçonnerie sont la règle générale pour ce type d'édifice. Aucune galerie de déambulation périphérique à la cella, comme il en a existé une à Périgueux ou à Cahors, n'a été identifiée à Tours, ce qui contribue à distinguer ce temple des autres grands sanctuaires gallo-romains circulaires : ce type de temple à cella circulaire sans galerie périphérique était déjà signalé comme très rare en 1993 par Isabelle Fauduet.
Le sol de la cella est recouvert de grandes dalles d'environ 0,60 m de côté ; leur empreinte a été observée en 1952 sur une couche de mortier rose recouvrant le radier en béton qui constituait le sol de la cella. Le décor des murs est inconnu, les nombreux petits fragments de marbre retrouvés dans les terres noires recouvrant le temple ne pouvant lui être attribués à coup sûr : ils peuvent provenir de bâtiments annexes. Toutefois, il est envisageable que les parois intérieures de la cella aient été recouvertes, au moins jusqu'à une certaine hauteur, d'un placage en marbre polychrome.
Enfin, sa toiture reste une énigme : une charpente en bois à la mesure du diamètre de la cella (une trentaine de mètres) semble difficile à concevoir compte tenu des moyens techniques à disposition à l'époque. Une coupole de pierre aurait pu s'envisager comme pour le Panthéon de Rome, mais l'épaisseur relativement faible des murs (trois fois moins épais qu'à Rome) rend cette hypothèse peu plausible, d'autant plus que ce dispositif n'a encore jamais été identifié sur des temples circulaires gallo-romains. Une dernière possibilité existe : un temple hypèthre, c'est-à-dire une cella à ciel ouvert sans couverture, auquel cas ses parois auraient pu ne pas être percées de fenêtres, l'éclairage se faisant naturellement par le haut.

#### Environnement du temple
Le temple semble être inscrit dans un péribole limité par les quatre rues déjà citées, soit une surface d'environ 7 000 m2 dont 1 200 m2 sont occupés par le temple lui-même. Toutefois cet aménagement n'a pas été formellement identifié, sauf peut-être au nord et à l'ouest du temple sur quelques mètres et dans son angle sud-est ; des structures légères accompagnent probablement le temple, comme des bâtiments de service et des logements destinés aux prêtres.
Il est très probable que l'espace situé devant l'escalier du pronaos ait été recouvert d'un épais lit de sable grossier, destiné à égaliser la surface du sol ; le lit de sable a ensuite été recouvert de dalles de calcaire, dont quelques-unes étaient encore en place lors des fouilles. Deux bases maçonnées ayant reçu des statues ou des autels avaient été disposées devant l'escalier.

### Chronologie du temple

#### Construction
Deux études dendrochronologiques réalisées sur les pieux de fondation concordent pour situer l'abattage des arbres au printemps de l'an 39. D'autres indices suggèrent au contraire que le temple a été construit plus tardivement : un as (monnaie) de Domitien, frappée en 82, a été retrouvé, inclus dans des couches de mortier et d'éclats de pierre faisant penser à un chantier de construction du temple ; le style des éléments de décor retrouvés s'apparente plus à celui en cours à la fin du Ier siècle ; le temple semble avoir été construit dans une zone préalablement urbanisée. Ces indices archéologiques permettent d'envisager que la construction du temple n'a été entreprise que vers la fin du Ier siècle ; c'est d'ailleurs dans le dernier quart de ce siècle que semble se mettre en place la parure monumentale de Caesarodunum, qu'une grande partie des fana est construite en Gaule et notamment ceux dont la cella respecte un plan circulaire. Dans ce cas, la distorsion entre les deux hypothèses de datation n'est pas expliquée. Il est très très peu probable que les pieux des fondations aient pu subir un séchage d'au moins 50 ans avant leur utilisation. Il n'est pas envisageable que pieux soient des matériaux de remploi, prélevés sur plusieurs monuments démontés ou démolis pour l'occasion. Le chantier de construction du temple ne s'est pas déroulé sur une période de plusieurs décennies. Une dernière hypothèse, plus technique, est avancée : la même discordance étant observée pour d'autres monuments antiques de Tours et les datations archéologiques étant solidement établies, le référentiel utilisé par les laboratoires pourrait être mal calibré ; dans ce cas, la datation « tardive » du temple suggérée par l'archéologie devrait être privilégiée par rapport à la datation « précoce » que semble indiquer le dendrochronologie.

#### Abandon et destruction
Les études sur le terrain n'ont livré aucune information sur l'époque et les modalités de l'abandon du temple ; aucune couche de démolition n'a été observée et les terres noires du Haut Moyen Âge scellent directement les vestiges arasés du temple dans les zones fouillées. Toutefois, dans la mesure où des éléments attribués au temple ont été retrouvés en remploi dans l'enceinte du Bas-Empire, construite dans la première moitié du IVe siècle, il paraît probable qu'à la fin du IIIe siècle le temple était en grande partie démonté ou près de l'être, comme la plupart des monuments du Haut-Empire de Tours. Le site servira brièvement de nécropole (huit fosses et treize inhumations en pleine terre recensées) entre le VIe et le VIIIe siècle, probablement sans rapport avec sa vocation religieuse première.
Les causes de l’abandon du temple sont également inconnues. Plusieurs hypothèses, non vérifiées, sont envisageables, notamment une montée en puissance du christianisme se traduisant par la désaffection progressive du sanctuaire, l'évangélisation s’accompagnant de la destruction des symboles païens — la Touraine connut de tels épisodes sous l'épiscopat de Martin, comme le relate Grégoire de Tours — ou l'impossibilité financière d’assurer son entretien.
| Image externe |                                                                                 |
|               | La tour de la rue Chièvre sur le site de l'Atlas archéologique de Tours (INRAP) |

Pour autant, le monument ne devait pas avoir, au Moyen Âge, totalement disparu du paysage puisque les comptes de la ville, en 1363 et 1364, signalent le prélèvement de pierres dans ses fondations et son sanctuaire pour la nouvelle enceinte fortifiée de Tours, alors en cours de construction. En outre, l'élévation d'une tour de cette enceinte, dite « tour Chièvre », construite dans un second temps entre 1470 et 1473, prend appui sur le retour sud du mur arasé du pronaos,.

## Le choix inexpliqué d'un grand temple circulaire

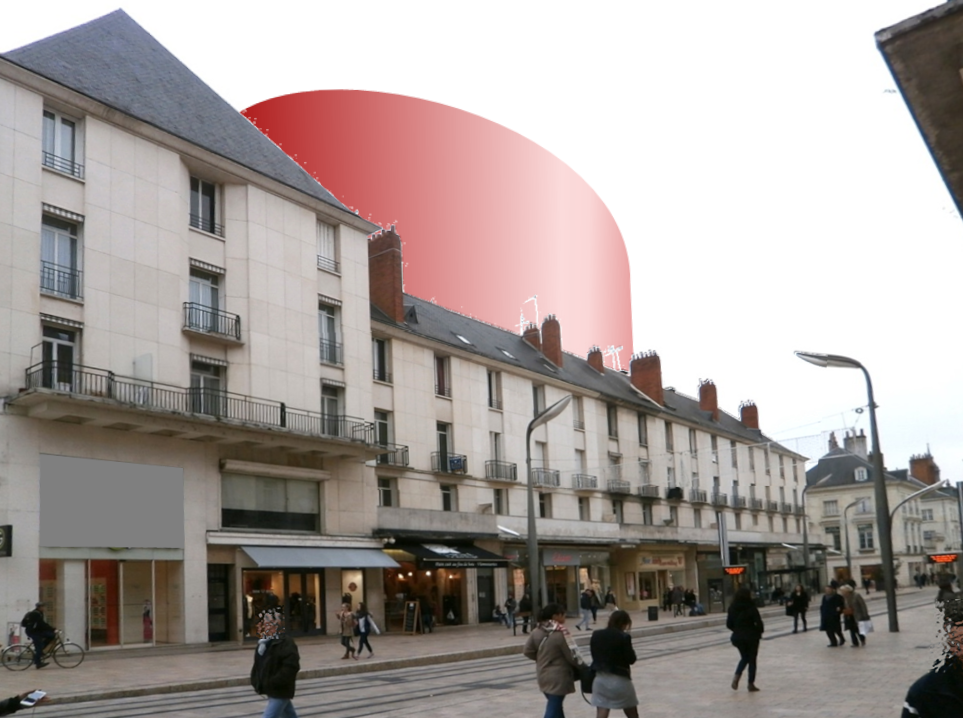
Hypothèse de restitution de la silhouette de la cella du temple dans une vue contemporaine du quartier.

La construction d'un temple à cella circulaire d'une telle ampleur pose de réels problèmes architecturaux, notamment au niveau de la toiture. Des motifs cultuels ont probablement imposé ce choix architectural ; l'éventuelle absence de toiture ne devait pas être un obstacle au bon fonctionnement du temple.
Au terme des recherches entreprises jusqu'à ce début de troisième millénaire, aucun vestige archéologique ne vient fournir l'amorce d'une hypothèse sur la ou les divinités auxquelles le temple pouvait être consacré. Seul un fragment d'inscription, considéré comme une dédicace, a été retrouvé dans les terres noires qui scellaient les vestiges du temple. Les trois lettres de cette supposée dédicace : S F L, sont insuffisantes pour être exploitables et rien n'assure que la dédicace dont elles proviennent se rapporte bien au temple. La forme et l'architecture du temple ne livrent aucun enseignement : nulle part en Gaule romaine, la forme des temples n'a pu être mise en relation avec le culte qui s'y exerçait.
Les questions sur le choix architectural et la vocation du temple demeurent donc totalement posées.

## Études et vestiges

### Découverte et études archéologiques
Les comptes de la ville de 1363 et 1364 mentionnent, sans plus de précision géographique, que des éléments du temple sont prélevés pour bâtir l'enceinte médiévale ; il est donc envisageable que ce temple se trouve à proximité de l'enceinte. Charles de Grandmaison, découvrant en 1894 une corniche monumentale à l'ouest de la rue Nationale, l'attribue à un temple mais il en déduit que le monument lui-même se trouve de ce côté de la rue et que cette corniche a été remployée dans le fondation d'un édifice ayant succédé au temple.
Le 19 juin 1940, des batteries d'artillerie allemandes installées sur le coteau qui domine la rive droite de la Loire, en face de Tours, ouvrent le feu sur la ville. Un incendie se déclare, ravageant 12 hectares de bâtiments dans les quartiers de Tours proches de la Loire, de part et d'autre de la rue Nationale.
- Voies antiques supposées
- Vestiges connus
- Tracé attesté
- Tracé restitué

Figure I : Plan de situation du temple.
(1) cella - (2) pronaos - (3) péribole.

La guerre terminée, le déblaiement des décombres s'engage avec un impératif pour le ministère de la Reconstruction et de l'Urbanisme : reconstruire au plus vite pour reloger les sinistrés. Un remembrement complet de la zone est décidé, précédé de l'arasement des ruines et du nivellement du sol. C'est à cette occasion qu'est découvert en juillet 1951, en bordure est de la rue Nationale, entre la rue Émile-Zola et la rue de la Scellerie, un imposant mur courbe en petit appareil d’origine gallo-romaine, peut-être la cella d’un temple antique dont l'existence était connue, mais pas la localisation. Les fouilles entreprises en urgence dans le secteur sous la direction de Raoul Lehoux, alors conservateur du musée de la Société archéologique de Touraine, confirment cette hypothèse alors que d'autres fonctions sont proposées pour ces vestiges : nymphée, château d'eau, mausolée ; elles permettent de calculer le diamètre intérieur de la cella, 29 mètres, et de constater qu’elle est précédée, vers l’est, d’un pronaos, le tout inscrit dans un péribole d’environ un hectare limité par les rues Nationale, de la Scellerie, de Lucé et Émile-Zola. Malgré des tentatives de dernière minute pour sauvegarder ces vestiges, les pelles mécaniques et la dynamite détruisent la presque totalité du mur mis au jour. Seule une petite partie en est conservée en sous-sol, accessible pour les chercheurs, le bâtiment étant classé monument historique par arrêté du 23 novembre 1953,.
Des travaux de restructuration du bâti dans ce quartier sont entrepris à partir de 1994. Les archéologues ont alors la surprise de découvrir que des vestiges du temple, ayant contre toute attente échappé aux destructions des années 1950, sont encore en place. Une fouille de sauvetage d'urgence est donc menée en deux étapes, intéressant les parties sud et sud-est de l'emprise du temple ; ses fondations sur pilotis de bois sont mises au jour, ainsi que quelques éléments attribuables à la décoration interne de sa cella.
Un sondage effectué un peu plus à l'est en 2000 le long de la rue de Lucé invente une voie desservant le temple et pouvant être assimilée au cardo maximus de la ville, ainsi qu'un possible bâtiment, situé entre cette rue et le temple.
La construction du Nouvel Olympia, complexe culturel abritant entre autres le Centre dramatique régional et devant être bâti à l'aplomb du temple, débute par une campagne de fouilles en 2001-2002. Cette dernière opération fournit des données assez précises sur la structure et l'aménagement du pronaos du temple dont l'escalier d'accès est presque totalement dégagé.
Les travaux engagés en 2010 lors de la construction de la première ligne de tramway, et en 2011 pour le centre-ville, mettent au jour, sous la rue Nationale, une « ancienne voie utilisée durant toute l'Antiquité, reprenant le tracé actuel de la rue »,. Aucun vestige du temple ou de son péribole n'est découvert à cette occasion, mais cette voie antique, dont l'existence n'a longtemps été qu'une hypothèse de travail, s'impose naturellement comme une limite occidentale physique à l'emprise du sanctuaire.

### Vestiges du temple

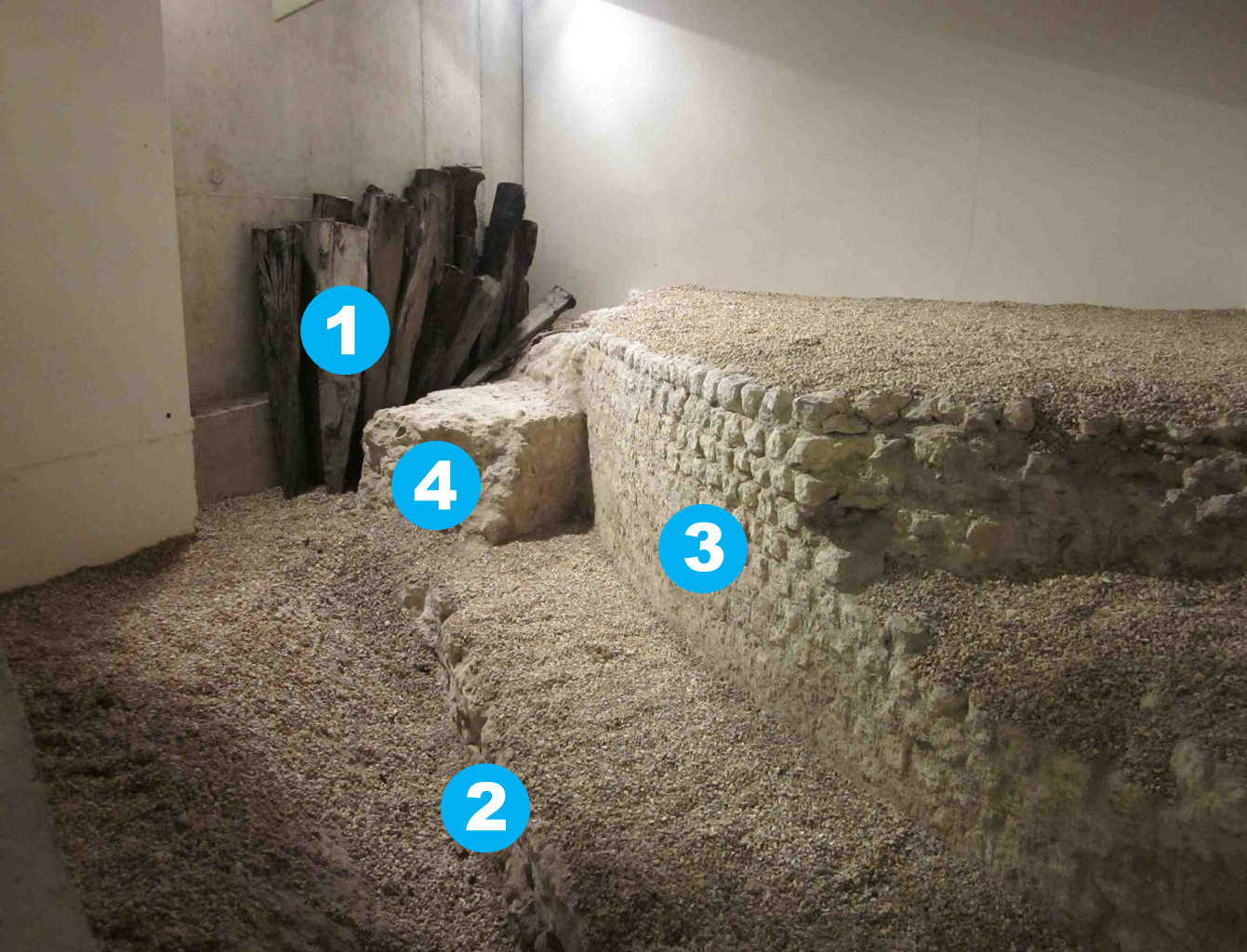
Figure II : Vestiges du temple in situ :
(1) pieux de fondation arrachés ;
(2) anneau d'assise de la cella ;
(3) mur de la cella ;
(4) mur latéral du pronaos.

Les vestiges de ce temple sont très rares. En place, ne subsiste plus qu'une partie du mur de la cella, dans une crypte archéologique exclusivement accessible aux chercheurs, comme le prévoit la réglementation. D'autres vestiges peuvent être observés dans les dépendances en sous-sol d'une officine : (1) des pieux de fondation extraits du sol mais laissés sur place, (2) une partie de l'anneau maçonné servant d'assise à l'élévation du mur de la cella, (3) une partie de ce mur, avec son parement externe conservé et (4) le départ du mur latéral sud du pronaos (les chiffres entre parenthèses se rapportent aux repères de la figure II). Il apparaît cependant probable que d'autres vestiges, non encore inventoriés, subsistent sous les immeubles construits dans cet îlot urbain.
En recoupant les résultats des différentes campagnes de fouilles et d'observations qui se sont déroulées sur le site du temple, Anne-Marie Jouquand et al. ont pu proposer une hypothèse de restitution du plan du monument.
Plusieurs éléments attribués au décor du temple, dont un fragment monumental de corniche, ont été recueillis dans les collections de la Société archéologique de Touraine. Pour des raisons techniques, ces collections ne peuvent pas être, en 2014, présentées au public.
Au terme d'une enquête initiée en 1974, les vestiges du temple, situés dans le secteur sauvegardé de la ville, ont été versés à l'Inventaire général du patrimoine culturel le 6 décembre 1991.